# 杰克托尔
《杰克托尔》（英語：Jack-Tor）是美国情景喜剧《我为喜剧狂》第1季的第5集，于2006年11月16日通过全国广播公司在美国首播，近一年后的2007年11月8日再在英国播出。这一集由罗伯特·卡洛克编剧，唐·斯卡迪诺执导，剧中的客串演员包括卡特里娜·宝登、朗尼·罗斯、凯斯·鲍威尔、马里克·潘考利、泰迪·科卢卡、唐纳德·格洛弗、马修·斯托克、道格·莫伊、詹姆斯·墨塔夫和乔伊·拉瓦科（Joey La Varco）等人。
本集的剧情讲述全国广播公司电视节目《与崔西·乔丹》的众编剧受到主管节目的公司副总裁杰克·唐纳吉（Jack Donaghy，亚历克·鲍德温饰）的压力，要将通用电气的产品整合到节目中，首席编剧丽兹·莱蒙（Liz Lemon，蒂娜·菲饰）也不得不帮助杰克亲自出现在节目的宣传广告中，只是没想到杰克面对镜头比她想像的要紧张得多。弗兰克·罗斯塔诺（Frank Rossitano，贾达·弗雷德兰德饰）和詹姆斯·图弗·斯帕洛克（Toofer Spurlock，凯斯·鲍威尔饰）设法捉弄了简娜·玛隆妮（Jenna Maroney，简·科拉克斯基饰），让她以为自己可能会失业，后者之后还以颜色。丽兹发现崔西·乔丹（Tracy Jordan，崔西·摩根饰）总是不愿意念出提词卡上的台词，因此怀疑他是不是不识字。

## 剧情
全国广播公司副总裁杰克·唐纳吉通知《与崔西·乔丹》节目组的编剧，自己要将通用电气的产品整合到节目中进行宣传。众编剧对在节目中为通用电气作置入性行销感到有些反感，首席编剧丽兹·莱蒙提出，如果杰克愿意亲自上镜头，他们可以照办，杰克满口答应，看起来也非常有信心。次日，丽兹看到了一段杰克之前拍摄的产品广告录像，发现一句话的台词他居然重拍了142遍。丽兹于是对杰克进行鼓励，后者最终也成功完成了录影。
节目的大明星崔西·乔丹上台时总不按台词提示卡来念，简娜·玛隆妮告诉了丽兹，两人担心崔西可能是文盲，因为之前出镜时（《后果》）崔西也有这样的表现。于是丽兹小心地找到崔西进行交谈，崔西承认自己不识字，表示同意去寻求协助。可之后丽兹却发现他在看报纸，意识到原来这家伙是在装文盲以便可以逃避工作。丽兹告诉崔西自己再也受不了了，要求他必须按照编剧写好的台词表演。
简娜向丽兹表示自己希望能在节目中插入一首名叫的歌曲，并声称这首歌在海外非常成功。剧组的两位编剧弗兰克·罗斯塔诺和詹姆斯·图弗·斯帕洛克打算恶整一下简娜，告诉她说公司打算炒掉很多人。信以为真的简娜于是试图勾引一个之前和杰克交谈的人，以为此人是公司的高层人士。丽兹得知后告诉简娜公司根本没有说要减员，那个人也不是什么高层，而是请来和杰克拍广告的临时演员。简娜誓报此仇，最后她成功地让弗兰克赤身裸体地在杰克办公室的阳台上跑步。简娜最终得到了表演的机会，只不过表现实在是糟透了，丽兹压根儿就没有让这一段内容播出去。

## 制作

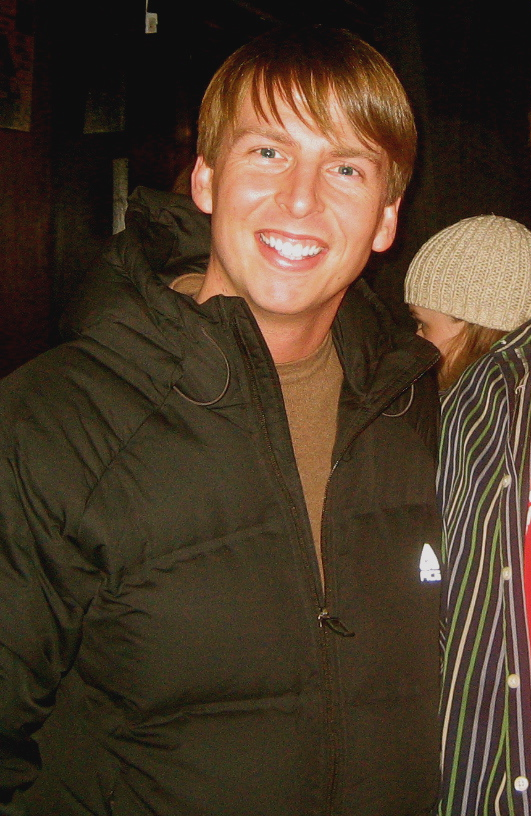
虽然有出现在演员名单中，但杰克·麦克布瑞尔实际上没有参加这集节目的演出。

为了提高节目的收视率，《我为喜剧狂》从《杰克托尔》开始改在星期四晚上播出，全国广播公司为此还作了广告宣传，将4部喜剧放在一起来播映。这一集的节目时间也从以往的30分钟延长到40分钟，成为少数“超长”情景喜剧之一。不过时间上虽有所延长，但扮演肯尼斯·帕塞尔的杰克·麦克布瑞尔并没有出演《杰克托尔》，只是在简娜表演的末尾有出现在人群中。菲表示自己觉得“麦克布瑞尔非常出色”，并“打算大大延长他的出场时间”。执行制片人洛恩·迈克尔斯也称赞了麦克布瑞尔，表示“大家都很看好他，他显然是这个系列中表现突出的一位，我们喜欢他，电视台喜欢他，观众喜欢他，每个人都喜欢他”。
《我为喜剧狂》中经常提到《星際大戰》，《试播集》就有崔西·乔丹大喊自己是绝地武士的桥段。丽兹·莱蒙也表示自己是《星際大戰》的死忠粉丝，还说自己和老朋友皮特·霍恩伯格（Pete Hornberger）一起看过很多次，并且还曾多次在万圣节时打扮成莉亞公主的形象。蒂娜·菲也是《星際大戰》的粉丝，她表示节目中每周一次有关《星際大戰》的笑话“已经开始很自然地出现了”，因为剧组都意识到他们“几乎每个节目中”都会有一个这样的笑话。菲表示这已经成了他们“试图保持下去的一种传统”，虽然不能保证每一集都有一个，但还是有着“相当高的安打率”。菲认为这其中大部分的功劳属于“常驻专家”罗伯特·卡洛克。在这一集中，弗兰克·罗斯塔诺提及一个名叫蓝道·卡利森的“会计朋友”，这就是《星際大戰》中的一个人物。

## 反响
《杰克托尔》在美国首播时有520万户家庭观看，在18-49岁年龄段人群中收获了2.4 / 6%的收视率。这意味着在全美所有18-49集人群中有2.4%观看了这一集，而当时有看电影的这个年龄段观众中则有6%选择收看《杰克托尔》。《我为喜剧狂》的播出时段从星期三改为星期四，目的是为了提高收视率，与之前的一集《作家杰克》在美国首播有约461万观众观看，在18-49岁年龄段收视率为1.7 / 5%的成绩相比的确有所进步。然而总体上，这一次调整被认为是失败的。E!电视台的乔尔·瑞恩（Joal Ryan）报道称《我为喜剧狂》当时平均每集的收视人数还有630万户，所以本集520万户的成绩应该是大幅下降了。
电视指南的马特·韦伯·米托维奇（Matt Webb Mitovich）认为这集中有关丽兹被迫将通用电气的产品整合到节目中这条故事线索构思很好，但没能正中要害。他还觉得把杰克放到《TGS与崔西·乔丹》节目中的情节很有趣，但“总感觉有些平淡”。华盛顿邮报的汤姆·夏尔斯（Tom Shales）认为《我为喜剧狂》“自开播后已经获得了持续且长足的进步”。他称赞了亚历克·鲍德温的表演，称其表现“罕有，而且内容丰富（......）已经不只是改善，而是接近完美”。夏尔斯还对杰克·麦克布瑞尔本集的缺席感到“痛心”，认为他是“这个节目最耀眼的发现”，他的“表演有一种悲喜交集的美”。IGN的罗伯·坎宁（Rob Canning）认为《我为喜剧狂》是“一部我们希望能继续看下去的喜剧”。他说《杰克托尔》让自己“从各种角色大笑”，而且已经“开始自我辩论到底哪个角色更有趣，是杰克·唐纳吉还是崔西·乔丹？”他表示杰克在这集中拍宣传片时反复NG的部分是“这集最优秀的环节之一”，而崔西已经开始表现出他“可笑又独一无二的特点”。总体上，坎宁认为杰克的表演更压轴。
《杰克托尔》的编剧罗伯特·卡洛克获得了黄金时段艾美奖杰出喜剧剧集编剧奖提名。